# Adolph Hannover
Adolph Hannover, född 24 november 1814 i Köpenhamn, död 7 juli 1894 i Tårbæk, var en dansk-judisk läkare. Han var far till Harald Immanuel och Emil Hannover.
Hannover, som blev medicine licentiat 1839 på en avhandling om örats anatomi med mera, blev lasarettsläkare 1850 och var praktiserande läkare fram till 1878. Han lärde hos Johannes Peter Müller lära känna mikroskopet och den histologiska tekniken. Hannover blev denna unga vetenskaps grundläggare i Danmark och utgav ett flertal banbrytande arbeten. Trots internationellt erkännande blev Hannover aldrig knuten till universitetet.

## Utmärkelser
- Hedersdoktor vid Universitetet i Groningen,  1852[4]
- Prix Montyon – vetenskapspriset,  1856[4]
- Professors namn,  1856[4]
- Riddare av Dannebrogorden,  1872[4]
- Prix Montyon – vetenskapspriset,  1878[4]
- Dannebrogsmännens hederstecken,  1888[4]

[Redigera Wikidata]